# Begraafplaats van Dottenijs
De Begraafplaats van Dottenijs is een gemeentelijke begraafplaats gelegen in Dottenijs, een deelgemeente van de Belgische stad Moeskroen. De begraafplaats ligt aan de Rue Alhponse Poullet op 200 m ten noorden van het centrum (Église Saint-Léger). Ze wordt grotendeels omgeven door een hoge bakstenen muur en de hoofdtoegang bestaat uit een tweedelig metalen hek.

## Britse oorlogsgraven
In de begraafplaats ligt een perk met 24 Britse graven  uit de Eerste Wereldoorlog. Zij behoorden allen tot de 14th Division en sneuvelden tijdens het geallieerde eindoffensief in oktober en november 1918. De graven worden onderhouden door de Commonwealth War Graves Commission en zijn er geregistreerd als Dottignies Communal Cemetery. 

### Onderscheidingen
- James Mitchell White Halley, majoor bij de Royal Engineers werd onderscheiden met het Military Cross (MC).
- kanonnier Herbert Crowther Wilkinson ontving het Croix de guerre.